# Таримські мумії

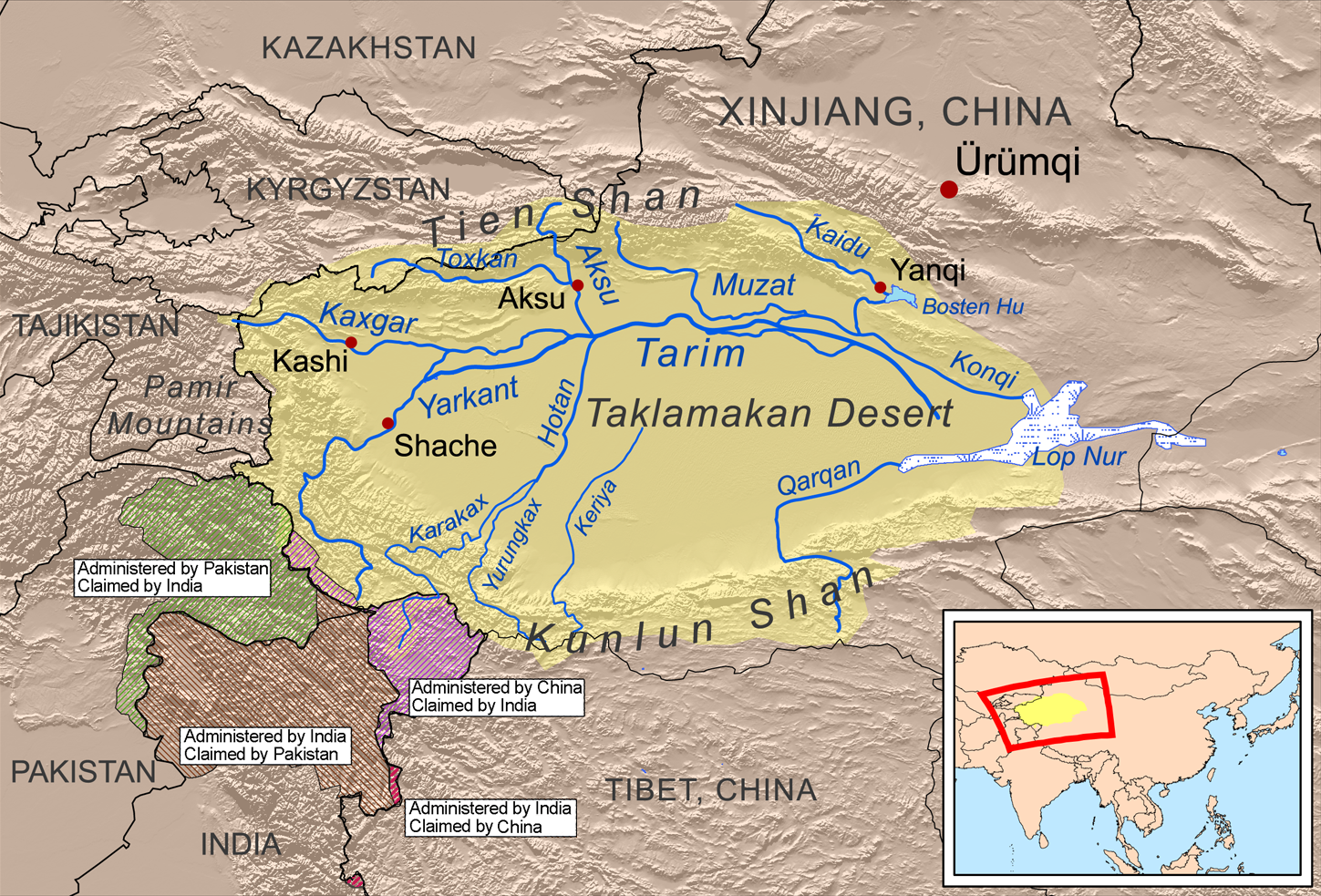
Мапа сточища річки Тарим і пустелі Такла-Макан

40°20′11″ пн. ш. 88°40′21″ сх. д. / 40.3364° пн. ш. 88.6724° сх. д.
Таримські мумії — муміфіковані тіла європеоїдів XVIII ст. до н. е. — II ст. н. е., що збереглися в посушливих умовах пустелі Такла-Макан поблизу Лоулань, Турфан і в деяких інших областях Таримської западини, в Синьцзян-Уйгурському автономному районі Китаю.

## Опис
Найраніші мумії можуть бути датовані XVIII століттям до н. е., найпізніші — II століттям н. е. Їх відрізняє довге, заплетене в коси волосся рудого або світло-русявого відтінку. Непогано збереглися тканини — повстяні плащі та гетри з картатим малюнком.краніометричні дані свідчать про антропологічному схожості Таримських мумій із носіями афанасіївської та андронівської культур Південного Сибіру.

## Історія
У центрі пустелі, розташованої на півночі Тибету, археологи на початку XX століття знайшли дивовижне кладовище. Люди, поховані там, померли близько 4000 років тому, але завдяки сухому клімату їх тіла збереглися досі. Цей давним-давно зниклий народ навіть не має своєї назви. Істориками досі не визначені ні його походження, ні приналежність до яких-небудь відомих етнічних груп. Але на початку ХХІ сторіччя вчені провели нові генетичні дослідження, що дозволили їм більше дізнатися про таємничі мумії, а також спробували проаналізувати весь комплекс археологічних знахідок.
Кладовище розташоване в північно-західній частині сучасного Китаю, на території Синьцзян-Уйгурського автономного району. Некрополь, умовно названий Малим річковим кладовищем № 5 (Small River Cemetery No. 5), розташований неподалік від висохлого русла річки в Таримському басейні (або западині), оточеному неприступними гірськими пасмами.
Велику частину цієї западини займає пустеля Такла-Макан. За часів існування Шовкового шляху подорожні намагалися обійти цей непривітний район уздовж північних чи південних кордонів пустелі. Уперше про знахідки мумій археологи почали повідомляти ще на початку XX століття. Мале річкове кладовище № 5 було знову відкрито 1934 року шведським археологом Фольке Бергманом, а потім про нього забули на 66 років. Потім некрополь знову виявили китайські археологи, які проводили тут розкопки в 2003—2005 роках. Виявлені ними мумії виявилися найдавнішої знахідкою в Таримській западині. Радіовуглецевий аналіз, проведений фахівцями з Пекінського університету, показав, що найдавніші останки налічують 3980 років.
Коли китайські археологи дійшли до п'ятого шару поховань, то виявили близько 200 стовпів, висота яких сягала 4 метрів. Вони були вкриті чорно-червоними малюнками і нагадували весла величезного корабля. Під кожним таким стовпом лежали човни, перевернуті догори дном і покриті волячими шкурами. А під кожним човном лежали рештки людей, на яких зберігся навіть одяг, у якому люди були поховані. У них, наприклад, були капелюхи, прикрашені пір'ям, які дивним чином нагадують головні убори жителів гірських областей Тіролю. Збереглися і вовняні плащі з китицями, і шкіряне взуття. Крім того, під кожним човном лежав поховальний інвентар, у тому числі плетені кошики, майстерно вирізані маски і пучки хвойних рослин, які використовувалися або в ритуальних, або в медичних цілях.

## Культ родючості
У жіночих похованнях археологи виявили дерев'яні зображення фалосів, виконаних практично в натуральний розмір. Порівнявши ці знахідки з виявленими чотириметровими стовпами, археологи дійшли висновку, що вони теж були фалічними символами. Понад те, над човнами з рештками чоловіків височіли стовпи з плоскими верхівками, які спочатку дослідники взяли за подобу весел. Але пізніше вони переглянули дані і дійшли висновку, що ці стовпи символізували вульву або вагіну. Судячи з усього, у цього народу існував розвинений культ родючості. Антрополог Артур Вульф (Arthur Wolf) із Стенфорда також припустив, що стовпи символізували соціальний статус померлих.
Поруч із некрополем дослідники не змогли знайти жодного поселення. Можливо, люди жили досить далеко від свого кладовища і припливали сюди звідкись на човнах річкою, що ще існувала в давнину. Вони, можливо, жили тут до тих пір, поки озера і річки не стали висихати, а приблизно до 400 року або вимерли, або пішли з посушливої області в інші землі.
Мова, якою говорили ці люди, вченим невідома. Проте, за припущеннями, вони могли говорити однією з тохарських мов (група індоєвропейських мертвих мов). Хай там як, але археологи справді знаходили в Таримській западині рукописи, написані тохарськими мовами, проте датовані пізнішим періодом — 500—900 роках.

## Походження таємничого народу
Цікаво, що приблизно 200 мумій із цього кладовища мають риси європеоїдної раси. У 2007 році генетичний аналіз останків деяких добре збережених мумій провів Лі Цзінь (Li Jin), генетик із Фуданського університету. Він виявив у ДНК мумій маркери, що вказують на їхнє походження зі Східної чи навіть, можливо, з Південної Азії.
Але нещодавно китайські дослідники на чолі з доктором Хуей Чжоу (Hui Zhou) із Цзілінського університету в Чанчуні провели новий генетичний аналіз Таримських мумій і дійшли висновку, що в цих людей було змішане походження: дослідники виявили європейські і сибірські генетичні маркери.
У всіх чоловіків, рештки яких були проаналізовані, фахівці знайшли Y-хромосоми, сьогодні характерні для жителів Східної Європи, Центральної Азії та Сибіру, проте вельми рідкісні в Китаї. Мітохондріальні ДНК, які передаються по жіночій лінії, також вказують на Сибір і Європу. Оскільки виявлені Y-хромосоми і мітохондріальні ДНК мають давнє походження, доктор Чжоу дійшов висновку, що жителі Європи і Сибіру поріднилися, перш ніж прийти в римський басейн близько 4000 років тому.

## Лоуланська красуня
Лоуланською красунею прозвали одну з найдавніших Таримських мумій. Вона належить молодій жінці європеоїдної раси (високий зріст 180 см і пасма русявого волосся) і знайдена в 1980 році на околицях Лоулань. Приблизний вік 3800 років. Мумія зберігається в музеї Синьцзян-Уйгурського автономного району в місті Урумчі. Поруч із лоуланською красунею знайдено поховання 50-річного «Черченського чоловіка» з заплетеним у дві коси волоссям і 3-місячної дитини з «пляшечкою» із коров'ячого рогу і соскою з овечого вимені. Також були знайдені артефакти: решето, ковпак, ткана сумка з зернами пшениці. Імовірно, поховання належить древнім індоєвропейцям (афанасіївської культури або тохарів).